# Cúp quốc gia Wales 2015–16
Cúp quốc gia Wales FAW 2015–16 là mùa giải thứ 129 của giải đấu bóng đá loại trực tiếp hàng năm dành cho các đội bóng ở Wales. Đương kim vô địch là The New Saints, khi đánh bại Newtown 2-0 trong trận chung kết mùa trước. Tổng giá trị tiền thưởng cho mùa giải 2015-16 là 158,000 bảng Anh.
Cả vòng loại và hai vòng đầu tiên đều chia theo vùng, vì vậy lễ bốc thăm diễn ra trên khắp cả nước.

## Tứ kết
Trước Tứ kết thì có hai vòng loại và bốn vòng chính. Các trận Tứ kết diễn ra vào ngày thứ Bảy 5 tháng 3 năm 2016.
| Đội 1                               | Tỉ số | Đội 2                    |
| ----------------------------------- | ----- | ------------------------ |
| Airbus UK Broughton (1)             | 3-0   | Bala Town (1)            |
| Cardiff Metropolitan University (2) | 0-2   | Connah's Quay Nomads (1) |
| Cwmbran Celtic (3)                  | 1-2   | Port Talbot Town (1)     |
| The New Saints (1)                  | 1-0   | Newtown (1)              |

## Bán kết
Các trận Bán kết diễn ra vào ngày thứ Bảy 2 tháng 4 năm 2016, đều tại sân Latham Park, Newtown, Powys.
| Đội 1                | Tỉ số | Đội 2                    |
| -------------------- | ----- | ------------------------ |
| Port Talbot Town (1) | 0–7   | Airbus UK Broughton (1)  |
| The New Saints (1)   | 5–0   | Connah's Quay Nomads (1) |

## Chung kết
| The New Saints (1)        | 2 – 0    | Airbus UK Broughton (1) |
| ------------------------- | -------- | ----------------------- |
| Brobbel 33' · Quigley 51' | Chi tiết |                         |